# 칼카타 (비테르보현)
칼카타(이탈리아어: Calcata)는 이탈리아 라치오주 비테르보도에 위치한 코무네다. 로마로부터 북쪽 47km 거리에 있다.